# آمادو گارسیا
آمادو گارسیا (انگلیسی: Amadeo García; ۳۱ مارس ۱۸۸۷ – ۱۸ ژوئیهٔ ۱۹۴۷) بازیکن فوتبال اهل اسپانیا بود.